# Meridianschnitt
Ein Meridianschnitt ist ein Schnitt entlang der Rotationsachse eines Rotationskörpers.
Ein Meridianschnitt z. B. durch die Erde enthält die beiden Pole und den Erdmittelpunkt und verläuft an der Oberfläche entlang zweier gegenüberliegender Meridiane.